# Proyecto Debian

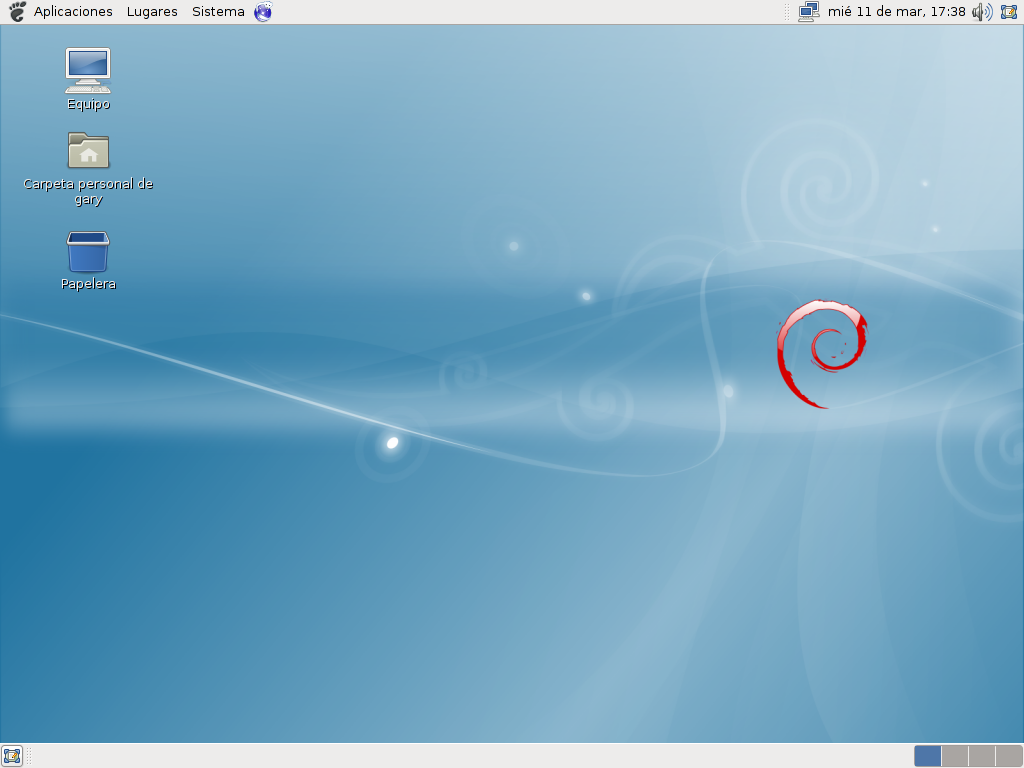
Instalación predeterminada de Debian Lenny, usando el entorno de escritorio GNOME.

Debian o Proyecto Debian, (en inglés: Debian Project) es una comunidad conformada por desarrolladores y usuarios, que mantiene un sistema operativo GNU basado en software libre. El sistema se encuentra precompilado, empaquetado y en formato deb para múltiples arquitecturas de computador y para varios núcleos.
El proyecto Debian fue anunciado inicialmente 1993 por Ian Murdock. El nombre Debian proviene de la combinación del nombre de su entonces novia (y posteriormente exesposa) Deborah y el suyo, por lo tanto, Deb(orah) e Ian. Debian 0.01 fue lanzado el 15 de septiembre de 1993, y la primera versión estable fue hecha en 1996.
Nació como una apuesta por separar en sus versiones el software libre del software no libre. El modelo de desarrollo del proyecto es ajeno a motivos empresariales o comerciales, siendo llevado adelante por los propios usuarios, aunque cuenta con el apoyo de varias empresas en forma de infraestructuras. Debian no vende directamente su software, lo pone a disposición de cualquiera en Internet, aunque sí permite a personas o empresas distribuirlo comercialmente mientras se respete su licencia.
La comunidad de desarrolladores del proyecto cuenta con la representación de Software in the Public Interest (del inglés, "software de interés público"), una organización sin ánimo de lucro que da cobertura legal a varios proyectos de software libre, con el objetivo inicial de dar cobertura legal al proyecto Debian, tras el fin del patrocinio de la FSF (Free Software Foundation).
La primera adaptación del sistema Debian, y también la más desarrollada, es Debian GNU/Linux, basada en el núcleo Linux, y como siempre utilizando herramientas de GNU. Existen también otras adaptaciones con diversos núcleos: Hurd (Debian GNU/Hurd); NetBSD (Debian GNU/NetBSD) y FreeBSD (Debian GNU/kFreeBSD).

## Organización del proyecto
El Proyecto Debian es una organización voluntaria con 3 documentos fundadores:
- El Contrato Social de Debian, define las bases por las cuales el proyecto y sus desarrolladores tratan los asuntos.

- Las Directrices de software libre de Debian, definen los criterios del Software libre y dictan qué software es aceptable para la distribución, según lo referido al contrato social. Estas pautas también se han adoptado como base de la definición del Open Source.

- La Constitución de Debian, describe la estructura de la organización para la toma de decisiones de manera formal dentro del proyecto. Enumera el poder y las responsabilidades del Líder de Proyecto Debian, de la secretaría, y de los desarrolladores en general.

Actualmente, el proyecto incluye más de mil desarrolladores. Cada uno de ellos posee algún lugar en el proyecto ya sea relacionado con los paquetes: mantenimiento, documentación, control de calidad o relacionado con la infraestructura del proyecto: coordinación de lanzamientos, traducciones de web, etc.
El proyecto mantiene listas de correo y un sistema que permite a toda la comunidad leer y reportar bugs. De esta forma, trabajan de manera conjunta usuarios y desarrolladores.
Existen otros medios de comunicación con colaboradores y usuarios, principalmente por medio del IRC y particularmente en el servidor Freenode. Todos estos medios poseen una gran concurrencia, siendo frecuentados por multitud de usuarios y desarrolladores.
Además, los desarrolladores pueden tomar decisiones generales obligatorias para una resolución o una elección general. Toda votación es realizada por el método Schulze.

### Líder del Proyecto Debian
| Líder              | País           | Desde          | Hasta             | Refs              |
| ------------------ | -------------- | -------------- | ----------------- | ----------------- |
| Ian Murdock        | Alemania       | agosto de 1993 | marzo de 1996     |                   |
| Bruce Perens       | Estados Unidos | abril de 1996  | diciembre de 1997 |                   |
| Ian Jackson        |                | enero de 1998  | diciembre de 1998 |                   |
| Wichert Akkerman   | Países Bajos   | enero de 1999  | marzo de 2001     |                   |
| Ben Collins        | Estados Unidos | abril de 2001  | abril de 2002     |                   |
| Bdale Garbee       | Estados Unidos | abril de 2002  | abril de 2003     |                   |
| Martin Michlmayr   | Austria        | marzo de 2003  | abril de 2005     |                   |
| Branden Robinson   |                | abril de 2005  | abril de 2006     |                   |
| Anthony Towns      | Australia      | abril de 2006  | abril de 2007     |                   |
| Sam Hocevar        | Francia        | abril de 2007  | abril de 2008     |                   |
| Steve McIntyre     | Inglaterra     | abril de 2008  | abril de 2010     |                   |
| Stefano Zacchiroli | Italia         | abril de 2010  | abril de 2013     |                   |
| Lucas Nussbaum     | Francia        | abril de 2013  | abril de 2015     |                   |
| Neil McGovern      | Inglaterra     | abril de 2015  | abril de 2016     |                   |
| Mehdi Dogguy       | Túnez Francia  | abril de 2016  | abril de 2017     |                   |
| Chris Lamb         | Inglaterra     | abril de 2017  | abril de 2019     |                   |
| Sam Hartman        | Estados Unidos | abril de 2019  | abril de 2020     |                   |
| Jonathan Carter    |                | abril de 2020  |                   | [ 7 ] [ 8 ] [ 9 ] |

El voto de los desarrolladores elige a un Líder del Proyecto Debian una vez al año. Este posee varias atribuciones especiales, pero están lejos de ser una decisión absoluta y se utilizan raramente. Bajo resolución general, los desarrolladores pueden, entre otras cosas, reelegir al líder, revertir una decisión de este o de sus delegados, o enmendar la Constitución y otros documentos fundacionales.
El líder delega a veces autoridad a otros desarrolladores para que realicen tareas especializadas. Esto significa generalmente que un líder delega a alguien la creación de un grupo de trabajo para realizar nuevas tareas y así conseguir gradualmente un equipo que continúe el trabajo donde regularmente se amplíe o reduzca sus filas según convenga en cada circunstancia.
Quizás una persona más importante que el líder en el Proyecto Debian es el encargado del lanzamiento, que fija las metas para su publicación "estable" y supervisa el proceso.
Una lista de las posiciones importantes en el proyecto Debian está disponible en la página web de la organización de Debian.

## Modelo de desarrollo

### Reclutamiento, motivación y renuncia de los desarrolladores
El proyecto Debian goza de un flujo permanente de gente que quiere ser desarrollador. Esta gente debe pasar un elaborado proceso de examen que establece su identidad, motivación, entendimiento de los objetivos del proyecto (agrupados en el Contrato Social de Debian) y competencia técnica.
Los desarrolladores de Debian se unen al proyecto por muchas razones; algunas de ellas son:
- El deseo de contribuir a la comunidad del software libre (prácticamente todos los candidatos utilizan software libre).
- El deseo de ver que algún programa cumpla una tarea determinada (hay quienes ven la comunidad de Debian como un buen campo para ensayar o probar nuevo software).
- El deseo de que el software libre sea una alternativa válida frente al software no libre.
- El deseo de trabajar cerca de gente con la que se comparten actitudes, intereses y objetivos (hay un gran sentimiento de comunidad dentro del proyecto Debian que algunos candidatos no experimentan en sus trabajos remunerados).
- El simple gozo del proceso iterativo del desarrollo de software y su mantenimiento (algunos desarrolladores tienen un nivel de dedicación casi obsesivo al refinamiento y mejora del software).

Los desarrolladores de Debian pueden renunciar a su posición en cualquier momento dejando libres los paquetes de los que eran responsables y enviando un informe a los desarrolladores y al grupo de mantenedores (para que su autorización de subida sea revocada).

## Ciclo de desarrollo
Debian ofrece un ciclo de desarrollo no definido, citando que «es lanzado solo cuando está listo». Usualmente, las versiones se lanzan en intervalos de entre dos a tres años. Los nombres clave de las versiones de Debian están inspiradas en personajes de Toy Story, y cada versión se asocia a una rama, la que cambia una vez que se lanza una nueva versión.

### Ramas

#### Estable
Debian estable (Debian Stable, en inglés), es la versión estabilizada de esta distribución. Cuenta con el apoyo del Equipo de Seguridad de Debian y es la recomendada para uso en producción.
Se pueden instalar a través de la herramienta APT paquetes binarios (deb) o compilar el código fuente, escribiendo las siguientes líneas en el archivo: /etc/apt/sources.list:
```
# Repositorio para la versión estable

deb
 
http://ftp.debian.org/debian/
 
stable
 
main
deb-src
 
http://ftp.debian.org/debian/
 
stable
 
main

```

Antes que sea liberada la nueva versión estable, los repositorios de la actual Debian estable se renombran como: "Old Stable" (traducido al castellano como: "vieja-versión-estable"). El proceso se lleva a cabo teniendo en cuenta que algunas organizaciones pueden requerir un plan prolongado de prueba y actualización de los ordenadores. El equipo de seguridad de Debian trata de mantener el soporte de seguridad en las versiones "Old Stable" durante un año después de ser publicada la "actual Stable".
Se pueden seguir instalando a través de la herramienta APT, paquetes binarios (deb) o compilar código fuente de la versión anterior de Debian escribiendo las siguientes líneas en el archivo: /etc/apt/sources.list:
```
# Repositorio para la versión vieja estable

deb
 
http://ftp.debian.org/debian/
 
oldstable
 
main
deb-src
 
http://ftp.debian.org/debian/
 
oldstable
 
main

```

La versión estable actual de Debian es la 10, llamada buster.

#### En pruebas
"Debian en pruebas" ("Debian Testing" en inglés), es la versión de pruebas de Debian. En esta versión se encuentran paquetes que han estado previamente en la versión Inestable, pero que contienen muchos menos fallos. Además, deben poder instalarse en todas las arquitecturas para las cuales fueron construidas. Es muy utilizada como sistema de escritorio por aquellos que buscan tener el software más actualizado, aunque se pierde en estabilidad. De aquí sale la futura versión estable.
```
# Repositorio para la versión en pruebas

deb
 
http://ftp.debian.org/debian/
 
testing
 
main
deb-src
 
http://ftp.debian.org/debian/
 
testing
 
main

```

La distribución actual de en pruebas es bullseye.

#### Inestable
En "Debian inestable" (Debian Unstable), es donde tiene lugar el desarrollo activo de Debian. Es la rama que usan los desarrolladores del proyecto. La rama inestable de Debian siempre tiene como nombre clave: Sid.
```
# Repositorio para la versión inestable

deb
 
http://ftp.debian.org/debian/
 
unstable
 
main
deb-src
 
http://ftp.debian.org/debian/
 
unstable
 
main

```

La distribución inestable siempre se llama: sid.

#### Congelada
Cuando la versión de pruebas llega a un nivel aceptable de fallos, entonces se "congela", lo que significa que ya no se aceptan nuevos paquetes desde la versión inestable. A continuación se trabaja para pulir el mayor número de bugs posibles, para así liberar la versión estable. Ese periodo puede durar varios meses debido a que no se fija una fecha de lanzamiento. Debian no será liberada como estable en tanto sus desarrolladores no consideren que lo es. Esa estabilidad se mide basándose en el registro de errores de software. Cuando se alcanza un nivel aceptable se le asigna un número de versión, acordado previamente, y se libera como "versión estable" (solo las versiones estables cuentan con número de versión). La anterior versión estable es clasificada como "old-stable", recibiendo soporte durante un período determinado (generalmente un año), y posteriormente será abandonada.

#### Experimental
No se trata de una rama de desarrollo de distribución, sino de un repositorio de paquetes. Tanto desarrolladores como usuarios comunes pueden obtener las versiones más recientes de software como navegadores o suites de ofimática:
```
deb
 
http://ftp.debian.org/debian/
 
experimental
 
main
deb-src
 
http://ftp.debian.org/debian/
 
experimental
 
main

```

### Lanzamientos
| Versión | Nombre en clave | Lanzamiento             | Arquitecturas | Paquetes | Soporte       |
| ------- | --------------- | ----------------------- | ------------- | -------- | ------------- |
| 1.1     | Buzz            | 17 de junio de 1996     | 1             | 474      | 1996          |
| 1.2     | Rex             | 12 de diciembre de 1996 | 1             | 848      | 1996          |
| 1.3     | Bo              | 2 de junio de 1997      | 1             | 974      | 1997          |
| 2.0     | Hamm            | 24 de julio de 1998     | 2             | ~ 1500   | 1998          |
| 2.1     | Slink           | 9 de marzo de 1999      | 4             | ~ 2250   | 2000-02       |
| 2.2     | Potato          | 15 de agosto de 2000    | 6             | ~ 3900   | 2003-04       |
| 3.0     | Woody           | 19 de julio de 2002     | 11            | ~ 8500   | 2006-08       |
| 3.1     | Sarge           | 6 de junio de 2005      | 11            | ~ 15400  | 2008-10       |
| 4.0     | Etch            | 8 de abril de 2007      | 11            | ~ 18000  | 2010-12       |
| 5.0     | Lenny           | 14 de febrero de 2009   | 12            | ~ 23000  | 2012-02       |
| 6.0     | Squeeze         | 6 de febrero de 2011    | 9+2           | ~ 29000  | 2016          |
| 7.0     | Wheezy          | 4 de mayo de 2013       | 11+2          | ~ 36000  | 2018-05-31    |
| 8.0     | Jessie          | 25 de abril de 2015     | 10            | ~ 43000  | 2020-06-30    |
| 9.0     | Stretch         | 17 de junio de 2017     | 10            | ~ 51687  | Junio de 2022 |
| 10.0    | Buster          | 6 de julio de 2019      | 10            | > 59000  | 2024          |

Los nombres de las versiones de Debian son tomados de la película Toy Story. Hasta la fecha, hay quince versiones estables (con sus respectivas revisiones) enumeradas en la tabla adjunta.
El desarrollo día a día tiene lugar en la versión unstable, rama que aparece codificada de forma permanente con el nombre: Sid; haciendo alusión al personaje de la película Toy Story, un niño que se divierte torturando juguetes. Sin embargo, hay quienes consideran que Sid es un acrónimo de "Still In Development" (aún en desarrollo).

### Versiones de desarrollo
Los paquetes de software en desarrollo son subidos a unas ramas llamadas inestable (unstable) y experimental. Normalmente, los paquetes de software son subidos a inestable por el desarrollador original de la aplicación, pero con el empaquetado y otras modificaciones específicas de Debian introducidas por los desarrolladores. El software que se considera inestable y no se encuentra todavía listo para la rama inestable se pone típicamente en experimental.

## Historia de Debian

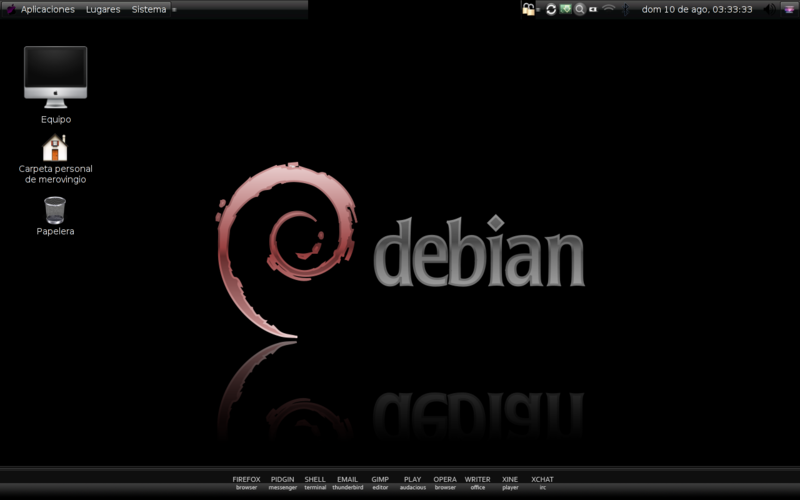
Escritorio GNU/Linux Debian Lenny 5.0 (personalizado).

El proyecto Debian fue fundado en el año 1993 por Ian Murdock, después de haber estudiado en la Universidad Purdue. Murdock escribió el Manifiesto de Debian que utilizó como base para la creación de la distribución GNU/Linux Debian. Dentro de este texto, los puntos destacables son: Mantener la distribución de manera abierta, coherente al espíritu de Linux (núcleo) y de GNU.
El nombre del proyecto se basa en la combinación del nombre de su entonces novia (posteriormente exesposa) "Deborah" con su propio nombre: "Ian", formando la contracción Debian, pronunciado como las sílabas correspondientes de estos nombres, en inglés estadounidense: /dɛbˈiːjən/.
El proyecto creció lentamente al principio y lanzó sus primeras versiones 0.9x en 1994 y 1995. Las primeras adaptaciones a otras arquitecturas fueron a comienzos de 1995, siendo la primera versión 1.x de Debian lanzada en 1996.
En 1996, Bruce Perens sustituyó a Ian Murdock como el líder de proyecto. Por sugerencia del desarrollador Ean Schuessler, dirigió el proceso de actualización del Contrato Social de Debian y de las pautas del software de Debian libremente, definiendo los puntos fundamentales para el desarrollo de la distribución. También inició la creación de la licencia de software legal de la organización.
Bruce Perens se retiró en 1998, antes del lanzamiento de la primera versión de Debian basada en glibc, la 2.0. El proyecto procedió a elegir a nuevos líderes y a hacer dos revisiones de la versión 2.x, cada uno incluyendo más versiones para otras arquitecturas y más paquetes. Convenientemente fue lanzada durante este período, donde la primera portabilidad fue a un núcleo no basado en el núcleo Linux, naciendo así debian GNU/Hurd, utilizando el núcleo de Hurd proveniente del proyecto GNU. Las primeras distribuciones GNU/Linux basadas en Debian (Corel Linux y la Stormix's Linux de Stormix), fueron comenzadas en 1999. Aunque estuvieron desarrolladas no por mucho tiempo, estas distribuciones fueron las primeras de muchas que se basarían en Debian.
A finales del 2000, el proyecto realizó el mayor cambio a la estructura de los archivos y a la organización de las versiones; reorganizando procesos de liberación de paquetes del software con el nuevo "package pools" (del inglés depósito de paquetes), y creando una rama de prueba, relativamente estable para el lanzamiento siguiente. En 2001, los desarrolladores comenzaron a reunirse en una conferencia anual llamada: Debconf, con discusiones y talleres para desarrolladores y usuarios técnicos.

## Sistemas operativos bajo la marca Debian

### Debian GNU/Linux
Debian GNU/Linux es el proyecto principal del Proyecto Debian, el cual ofrece un sistema operativo GNU con el núcleo Linux. Actualmente, Debian GNU/Linux soporta oficialmente las arquitecturas i386, amd64, ARM (en sus variantes arm64, armel, armhf), MIPS (en sus variantes mips64el, mipsel), ppc64el y s390x, además de otras adaptaciones no oficiales.

### Debian GNU/kFreeBSD
Debian GNU/kFreeBSD es un sistema operativo lanzado por el proyecto de Debian para las arquitecturas de ordenadores compatibles con i486. Es una distribución del sistema operativo GNU con el sistema de gestión de paquetes (APT) de Debian, y del núcleo de FreeBSD. Fue lanzado junto con la versión 6.0 «Squeeze», que es el nombre de los personajes "extraterrestres" de la película Toy Story.
Debe ser observado que la k de kFreeBSD se refiere al hecho de que solamente se utiliza el núcleo (en inglés «kernel») de FreeBSD. Puesto que FreeBSD es un sistema operativo completo, es importante indicar que el núcleo de FreeBSD para esta versión de Debian está modificado para funcionar con las bibliotecas de GNU. También se hace otra versión con el núcleo de NetBSD llamado Debian GNU/NetBSD. Es una alternativa al núcleo Linux, siguiendo la filosofía de Debian de tener lo mejor para desarrolladores y usuarios.
A partir de Debian 8 «Jessie», Debian dejó entregar lanzamientos oficiales de GNU/kFreeBSD.

### Debian GNU/NetBSD
Debian GNU/NetBSD es otro sistema operativo con un núcleo basado en BSD, NetBSD, lanzado por el proyecto Debian, el cual soporta las arquitecturas IA-32 y DEC Alpha. El proyecto fue abandonado en 2002.

### Debian GNU/Hurd
Debian GNU/Hurd es un sistema operativo distribuido por Debian, el cual busca entregar una distribución GNU con el núcleo GNU Hurd. Debian GNU/Hurd ha estado en desarrollo durante muchos años y tiene una versión oficial desde 2013. Con el 78 % del software de Debian GNU/Linux se ha portado para GNU/Hurd. Actualmente se ofrece con las arquitecturas i386 y AMD64.
Debian ofrece lanzamientos semanales, tanto en CD como en DVD, así como imágenes preinstaladas para ser probadas en máquinas virtuales, siendo el único sistema operativo Debian (aparte de GNU/Linux) que es ofrecida actualmente.

## Distribuciones derivadas
En la actualidad, como Debian es una distro que ha demostrado su estabilidad y utilidad, muchos desarrolladores la han tomado para crear a partir de ella nuevas distribuciones. Se las conoce como distribuciones basadas en Debian.
En septiembre de 2010 existen 121 distribuciones activas basadas en Debian; según el buscador de DistroWatch, además Debian posee en su sitio web una lista oficial de sus distribuciones descendientes.

## Comunidades
Existen muchas y variadas comunidades relacionadas con el Proyecto Debian. Algunas de ellas están en: 
- Brasil,[33]
- Colombia,[34]
- Costa Rica,[35]
- Chile,[36]
- México,[37]
- Nicaragua,[38]
- Venezuela[39]

### Filosofía
- Manifiesto Debian
- Directrices de software libre de Debian
- Contrato Social de Debian

### Varios
- Debconf